# Castello di Dúnguaire
Il castello di Dúnguaire è un castello in pietra situato in Irlanda, a 27 chilometri da Galway, nell'abitato di Kinvara, in gaelico Cinn Mhara, che significa “capo del mare”, nel sud-ovest della contea..
Il Dunguaire Castle ha conservato negli anni il suo fascino tanto da diventare luogo di banchetti. L’edificio e il muro difensivo sono stati restaurati e, durante l’estate, i giardini sono aperti ai turisti. Fu costruito come residenza protetta dal clan degli O'Hynes nel 1520. Porta il nome del leggendario re Guaire Aidhne del Connacht che per via della sua grande generosità aveva finito per avere il braccio destro più lungo del sinistro. Nel XVII secolo la proprietà del maniero passò nelle mani del casato dei Martin di Galway, fedeli alla corona inglese, che ampliarono la costruzione edificando le mura e la torre di guardia. Nel 1924 è stato acquistato e restaurato da Oliver St. John Gogarty, un noto chirurgo irlandese, che lo fece diventare un luogo d'incontro di letterati del calibro di William Butler Yeats, George Bernard Shaw e John Millington Synge. Lady Ampthill acquistò Dunguaire in 1954 e completò il restauro. Oggi il castello è di proprietà della Shannon Heritage, un ente a scopro di lucro che possiede altri immobili.